# László Bitó

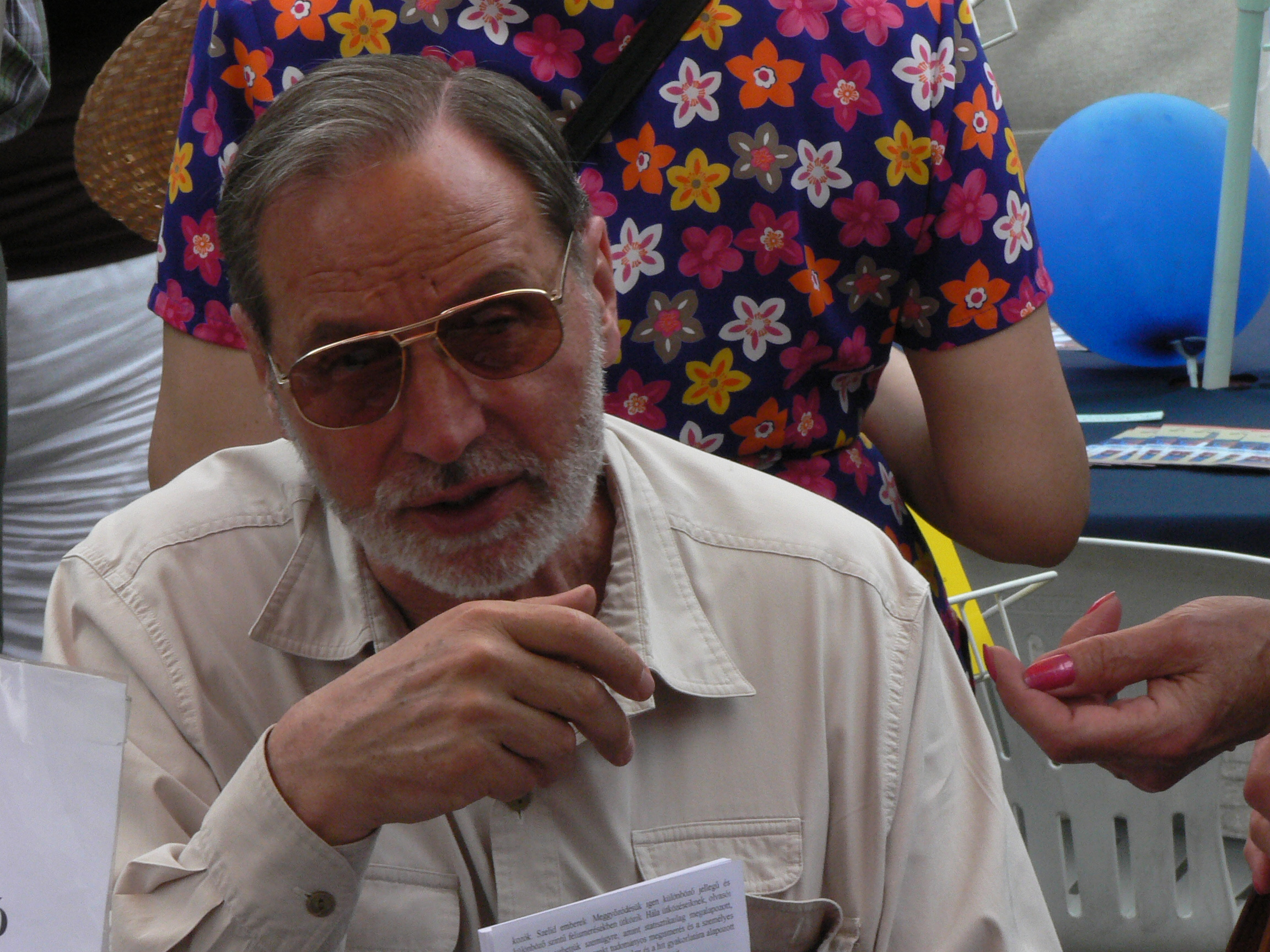
László Bitó in 2007

László Z. Bitó (Boedapest, 7 september 1934 – aldaar, 14 november 2021) was een Hongaars fysioloog en schrijver. Als onderzoeker ontwikkelde hij een medicijn tegen glaucoom. Als schrijver is hij auteur van romans en essays.

## Biografie
Gedurende het communistisch regime moesten Bitó en zijn gezin Boedapest verlaten. Hij werkte als dwangarbeider in een mijn in Komló en werd een van de lokale leiders van de Hongaarse Opstand in 1956. Na het neerslaan van de opstand door de Russen vluchtte hij naar de Verenigde Staten waar hij een beurs kreeg en fysioloog werd.

## Wetenschappelijke carrière
In de Verenigde Staten bouwde László Bitó een wetenschappelijke carrière op als internationaal bekende professor in fysiologie. Het grootste deel van zijn wetenschappelijke werkzaamheden bond hem aan de Columbia Universiteit (waar hij professor emeritus van oogheelkunde fysiologie was) en aan de Universiteit van Puerto Rico waar hij de door veroudering veroorzaakte veranderingen in de ogen van apen onderzocht. Het resultaat van zijn onderzoek is Xalatan, een door hem ontwikkeld medicijn tegen glaucoom, welke een fundamentele verandering in het behandelen van deze blindheid veroorzakende ziekte bracht. Hij publiceerde meer dan 140 wetenschappelijke stukken en kreeg de Proctor Medal (2004) en de Columbia University Award for Distinguished Achievement (2004).

## Schrijverschap
László Bitó verhuisde geleidelijk terug naar Hongarije na de afschaffing van het communisme en begon een nieuwe carrière als schrijver. Zijn eerste romans zijn gebaseerd op zijn vroege persoonlijke herinneringen uit de Hongaarse geschiedenis. Istenjárás (Snelle stap) en Az Ötödik Lovas (De vijfde ruiter) waren in het Engels geschreven maar werden alleen in Hongaarse vertalingen gepubliceerd. Zijn eerste roman is gebaseerd op Bijbelse verhalen. Abraham en Isaäc bracht hem literair succes in 1998. Het boek werd naar verschillende talen vertaald. Het speelt zich in Boedapest af. De lessen van Isaäc en Isaäc van  Nazareth leidden de filosofische ideeën van Abraham en Isaäc naar een logische conclusie.
Zijn nieuwste boeken zijn werken van een Amerikaan die tegelijkertijd een Hongaarse patriot is. We moeten onszelf bevrijden is een verzameling van zijn artikelen en interviews uit kranten en bladen. Eutalia – Euthanasie, Blijer leven – goede dood zijn de argumenten van een filosofische schrijver en een humanistische medische onderzoeker over de waardigheid van leven en dood. Dit boek werd in het Hongaars, Russisch en Duits uitgegeven.

## Boeken

### Academische publicaties
- The Ocular and Cerebrospinal Fluids, with Davson H, Fenstermacher JD (Eds.), Academic Press, London, 1977.
- The Ocular Effects of Prostaglandins and Other Eicosanoids, with Stjernschantz J (Eds), Alan R. Liss, New York, 1989.
- Ocular Effects of Prostaglandins and Other Eicosanoids (Ed), Special Supplement based on the 9th International PG Symposium (Fort Lauderdale, Florida, 12-13 May 1995) and the ARVO SIG Sessions on Latanoprost (Fort Lauderdale, Florida, 22-23 April 1996). Survey of Ophthalmology Vol. 41, Suppl 2, 1997.

### Romans
- Istenjárás, (Snelle stap), Aura, 1994. (uit het Engels met de titel Quick Steps vertaald door Árpád Göncz en Pál Békés) ISBN 963-7913-15-7
- Az Ötödik Lovas, (De vijfde ruiter), Aura, 1996. (vertaald door Pál Békés) ISBN 9637913173
- Ábrahám és Izsák, (Abraham en Isaäc), Magyar Könyvklub, 1998. ISBN 9635486987 en Argumentum Kiadó, 2000. ISBN 9634461581
- Izsák tanítása, (De lessen van Isaäc), Argumentum Kiadó, 2000. ISBN 963446131X
- A Názáreti Izsák (Isaäc van Nazareth), Argumentum Kiadó, 2002. ISBN 9634462081

### Essays en bundels
- Nekünk kell megváltanunk magunkat (We moeten onszelf bevrijden), Argumentum Kiadó, 2004. ISBN 963446288X.
- Boldogabb élet - Jó halál (Eutalia – Euthanasia, Blijer leven – goede dood), Anthenaeum 2000 Kiadó, 2005. ISBN 9639471828.
- Gáspár, Menyhért, Boldizsár - Karácsonyi Ős-ökuménia (Caspar, Melchior en Balthazar, Kerst oer-oecumenie), oecumenisch Chanuka en Kerst verhaal met 30 volle pagina kleurillustraties van Wanda Szyksznian, Jelenkor Kiadó, 2006. ISBN 9636764093